# オーラ (人工衛星)
オーラ（英: Aura, EOS CH-1）はNASAの地球観測衛星。

## 概要
地球のオゾン層、空気の質、気候を観測する。オーラはテラ（1999年打上げ）とアクア（2002年打上げ）に続く、地球観測システム（EOS）プロジェクト用の3機目の人工衛星になる。
2004年7月15日、ヴァンデンバーグ空軍基地からデルタIIロケットによって打ち上げられた。オーラはその他の衛星とA-Trainという衛星コンステレーションを構成する。

## 搭載装置
オーラは4つの大気化学の研究用装置を搭載している。
- HIRDLS —　赤外線放射をオゾン、水蒸気、CFC、メタン、窒素化合物から測定する。イギリスのNERCと共同で開発された。2008年3月17日にHIRDLSのチョッパーがシャットダウンし、以後作動していない。
- MLS — オゾン、塩素や他の微量ガス（英語版）からの放射を測定し、地球温暖化における水蒸気の役割を明確化する。
- OMI — 紫外線と可視光を利用して高解像度の地図を絶えず作成する。Finnish Meteorological InstituteとNetherlands Agency for Aerospace Programmesによって開発された。
- TES — 赤外線波長で対流圏オゾンや一酸化炭素、メタン、窒素酸化物を測定する。